# 築地精養軒
築地精養軒（つきじせいようけん、1870年 - 1923年）は、東京で初めての西洋料理店で、日本におけるフランス料理店の草分け。また西洋文化を東京に広めた場所の一つである。関東大震災により焼失した。

## 概要
東京大火前
明治維新後、東京には本格的な西洋料理店がなく、外国からの要人の接待に不便をきたしていたことから、1868年、清水組の清水喜助が築地ホテル館を経営していた。平屋26室、一階37室、二階に29室の合計102室の大きさであった。
1870年（明治3年）には、岩倉具視に仕えていた北村重威（1819年 - 1906年）が岩倉の支援を受け、皇居前の東京市京橋区馬場先門に築地精養軒ホテルの建設を開始し、これも1872年（明治5年）に開業した。
東京大火後
しかしながら、両ホテルとも2月の銀座大火で焼失し、3月には東京府知事布達があり煉瓦石建築方法が指示された。道路は車道・人道に二別し、並木植樹を定め、10月には道路修掃規程が公布。
築地精養軒ホテルは、翌年、京橋区采女町32-33番地（現・中央区銀座5-15-8）に移転して再度開業した。
建坪は200坪（660m2）、12客室のあるホテル・レストランで、西洋料理の出前や、外国貴賓との交流がある日本人への西洋文化の指導なども行ない、東京に西洋文化を広めた。初代料理長はスイス人のカール・ヘス、二代目・C.L.ネップ、三代目・戸山慎一郎、四代目・西尾益吉、五代目・鈴本敏雄。その後も秋山徳蔵、関塚喜平と、日本の西洋料理史上の名料理人を輩出した。
開設された1915年（大正4年）から1933年（昭和8年）まで、東京駅丸の内駅舎内に併設された東京ステーションホテルの営業も請け負っていた。
上野公園が開設されたと同時に支店として「上野精養軒」も開業し、本格的なフランス料理店をめざした。
1923年、関東大震災により築地が全焼したため、以降は上野精養軒が精養軒の本店となった。

## 評判
「采女町に在り、西洋料理を兼ねてホテルを営業とす。現在の建物は近年の建築に係り、欧米各国の最新式を採用して、更に新機軸を出したるもの。設備完全にして旅客の宿泊、宴会には最も便利なり」と評された。

## エピソード
- 開業当時は牛肉を食したことのある日本人はほとんどいなかった[8]。
- 1913年6月23日、実業家の渋沢栄一や桜井錠二らが築地精養軒で、国民科学研究所の設立を訴える科学者高峰譲吉の大演説会及び討論会を開催した[9][注釈 1]。これが理化学研究所の設立に繋がった。
- 1917年の「東京有名料理店番付」では、西の横綱として位置づけられていた[10]。
- 築地精養軒の跡地はその後東京急行電鉄の銀座駐車場となり、1960年に銀座東急ホテルが開業するも2001年に廃業。その跡地を時事通信社が買い取り2003年に本社機能を移転した。

## 創業家
- 北村重威（将監、1819-1906） - もと京都仏光寺の寺侍で、明治維新後、岩倉具視について上京、明治5年馬場先門前に精養軒を開業したが、開店当日に大火で類焼したため、翌6年に京橋采女町で再開、明治9年に上野公園店も開業[11]。
- 原うめ（1855年生） - 重威の娘。貴族院議員・原保太郎の妻。娘婿に笠井真三、斎藤半六がいる。
- 北村重礼 - 築地精養軒、上野店など経営した。重礼の子に重昌、重三、重六郞、重七郞、重八郞など[12]。
- 北村重昌（1874年生） - 重礼の長男。精養軒を株式会社化し初代社長。1912年開業の松島パークホテルの運営も手掛ける（1930年に精養軒幹部の五百木竹四郎に譲渡）。重昌は谷崎潤一郎の中学時代の保証人だった。
- 北村宇平 - 重威の養子とされる。築地精養軒の経営のほか、傘下のカフェー・ライオンの命名者として知られる。松竹社長の城戸四郎は宇平の四男。

### 註釈
1. ↑  実業界の名望家120名や農商務大臣や官僚らが招かれていた。当時は米国でロックフェラー研究所、カーネギーメロン工業研究所（英語:The Mellon Institute of Industrial Research）、イギリスでキャベンディッシュ研究所、ドイツでカイザー・ヴィルヘルム協会（現マックス・プランク研究所）などが相次ぎ設立されていた。